# Donizete Pantera
Osmar Donizete Cândido, o Donizete Pantera (Prados, 24 de outubro de 1968), é um ex-futebolista brasileiro que atuava como atacante. Seu último clube foi o Sport Club Linharense.

## Biografia

### Carreira por clubes
Seu ponto forte era a velocidade e a finalização. Durante toda a sua carreira, recebeu o apelido de Pantera, por imitar os passos do animal ao comemorar os seus gols.
Revelado pelo Volta Redonda, Donizete ficou famoso jogando pelo Botafogo, onde chegou à Seleção Brasileira e foi campeão brasileiro, em 1995. Formou ao lado de Túlio Maravilha, no alvinegro carioca, uma das mais efetivas duplas de ataque do futebol brasileiro.
Em 1997, Donizete foi contratado pelo Cruzeiro para disputar apenas uma partida, a final da Copa Toyota Intercontinental no Japão, onde o adversário seria o Borussia Dortmund da Alemanha. Donizete, junto com outros jogadores renomados no cenário esportivo nacional, como Bebeto e Gonçalves (ex-companheiro do Pantera no Botafogo), não renderam absolutamente nada no frio de 5º do Japão. Conclusão: o Cruzeiro foi derrotado por 2–0 e ficou com o vice-campeonato mundial. Foi para o Vasco da Gama e lá foi campeão continental na Copa Libertadores  de 1998, fazendo um dos gols da final e sendo expulso com apenas um cartão amarelo. Em suas três passagens por São Januário entre 1998 e 2004, atuou em 137 jogos e marcou 39 gols.
Em 2016, aos 47 anos, assinou com o Sport Club Linharense para a disputa do Campeonato Capixaba. Donizete estreia na derrota do Sport para o Rio Branco por 1–0 em jogo conturbado com gol aos 58 minutos do segundo tempo. Este foi, também, o último jogo de Donizete como futebolista profissional.

## Passagem pela Seleção Brasileira
Donizete atuou pela Seleção Brasileira entre 1995 e 1998, participando em nove partidas e marcando dois gols. Vivendo grande fase no Vasco, o atacante era cogitado para defender o Brasil na Copa de 1998, sendo inclusive convocado para atuar na Copa Ouro do mesmo ano. Na convocação final para o Mundial da França, ele acabou preterido.
Com o corte de Romário, o Pantera tinha chances de ser convocado, entretanto o técnico Zagallo preferiu chamar o volante Emerson. Desta forma, a carreira internacional de Donizete acabava de forma prematura (foram apenas três anos vestindo a camisa da Seleção Brasileira).

## Títulos
Botafogo
- Torneio da Amizade de Vera Cruz: 1990
- Campeonato Carioca: 1990
- Campeonato Brasileiro: 1995
- Copa Internacional de Futebol Legends: 2019

UAG
- Campeonato Mexicano de Futebol: Temporada 1993-1994

Tokyo Verdy
- Copa Kirin: 1996

Corinthians
- Campeonato Paulista: 1997

Vasco da Gama
- Campeonato Carioca: 1998
- Taça Guanabara: 1998
- Taça Rio: 1998 e 1999
- Copa Libertadores da América: 1998
- Torneio Rio-São Paulo: 1999

### Prêmios individuais
- Artilheiro do Campeonato Mexicano de Futebol: 1995
- Bola de Prata (Revista Placar): 1995
- Eleito melhor jogador da final da Libertadores 1998
- Eleito melhor jogador da competição da Libertadores 1998